# Davor Klarič
Davor Klarič, slovenski glasbeni aranžer in klaviaturist, * 27. december 1966.
Je član slovenskih glasbenih skupin Mi2 in Elevators ter bivši član skupin Šank rock, Vlado Kreslin in Mali bogovi, Devil Doll, Samo Budna in band, Bilbi, S.O.S. (Sounds of Slovenia), igral je tudi v Magnificovi spremljevalni skupini Pissmakers in v skupini Laibach. Je eden najbolj iskanih studijskih glasbenikov v Sloveniji. Njegova diskografija do leta 2018 obsega vrtoglavih 545 posnetih skladb. Začel je pri legendarni celjski skupini Kaya. Trenutno z Jernejem Dirnbekom – Dimekom iz skupine Mi2 intenzivno zaganjata nov projekt Dimekove glasbe.